# Trstěnice (Chebi járás)

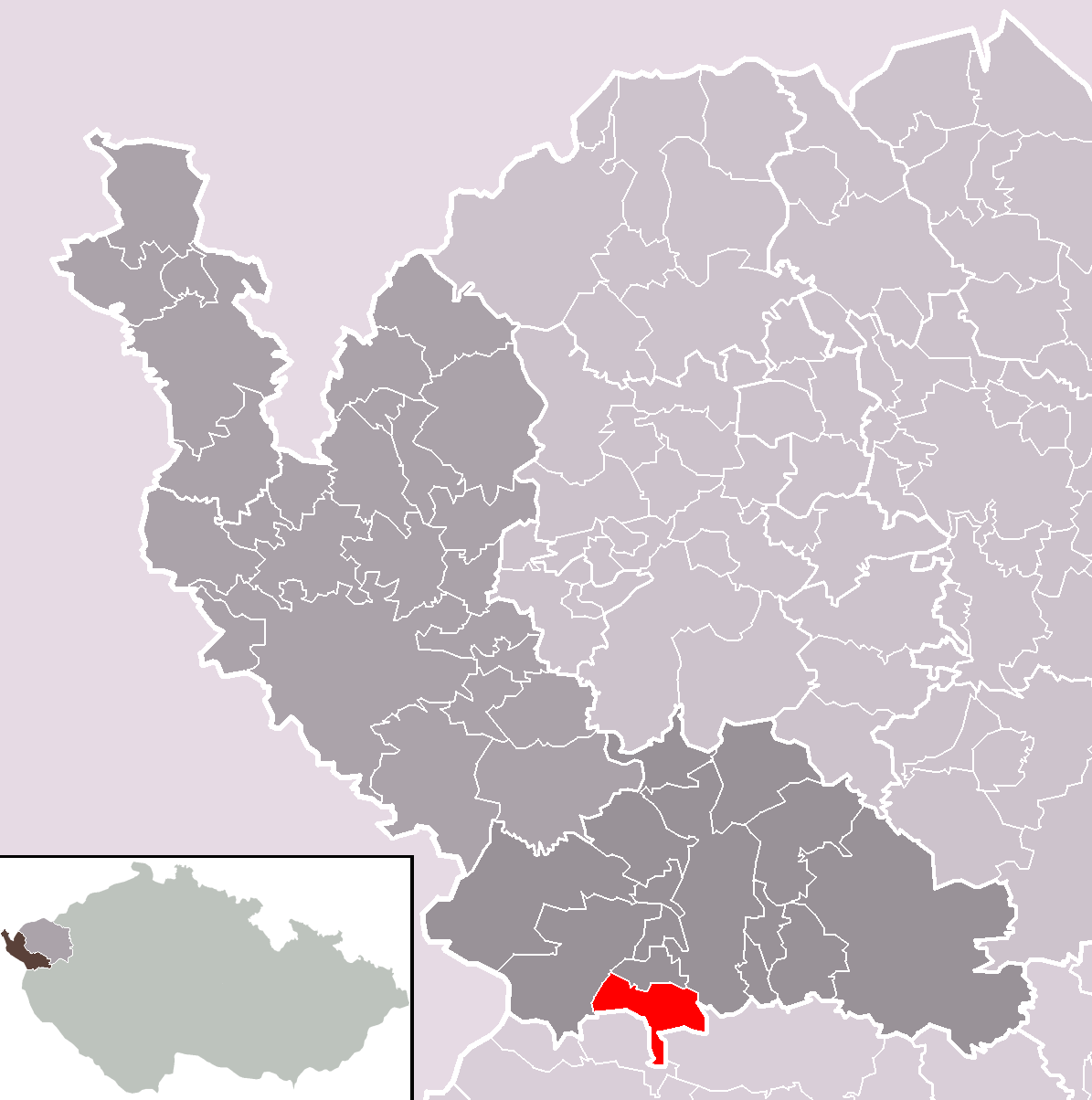
Trstěnice közigazgatási területe

Trstěnice (németül Neudorf bei Plan) község Csehországban a Karlovy Vary-i kerület Chebi járásában. Mariánské Lázně-től 7 km-re keletre fekszik. Közigazgatásilag hozzá tartozik Horní Ves (Oberdorf) településrész. Korábban szintén részét képezte az elnéptelenedett Skelná Hutě (Glashütten) is.

## Története
Feltételezések szerint a 12. század kezdetén alapították. Első írásos említése 1367-ből származik. A reformáció időszakában lakosai áttértek az evangélikus hitre, azonban az ellenreformáció idején 1624-ben katolikus papot helyeztek a gyülekezet élére. Templomát 1774-ben kezdték építeni. Az összeírások szerint 1788-ban a településen már 69 lakóház állt. Az első világháború után a község Csehszlovákia része lett, hivatalos nevét ekkor Trstěnice-re módosították. 1939-ben 443 többségében német lakosa volt. 1938 és 1945 között a Német Birodalomhoz tartozott. A második világháború után ismét Csehszlovákiához csatolták, német lakosságát ekkor Németországba toloncolták.

## Nevezetességek
- Szent Vitus tiszteletére szentelt templomát 1774 és 1777 között építették.
- Berchembogen vadászkastély
- Nepomuki Szent János szobrát 1868-ban emelték. A szobrot 1999-ben eltulajdonították, s azóta sem került elő.
- Kosatcová louka (magyarul nőszirom rét) természetvédelmi terület.

## Híres emberek
- Itt született 1933. október 16-án Gerhard Heimerl a Stuttgarti Egyetem professzora.

## Népesség
A település népessége az elmúlt években az alábbi módon változott:
| Lakosok száma | 891  | 918  | 901  | 370  | 351  | 349  | 375  | 381  | 381  | 432  |
|               | 1869 | 1890 | 1921 | 1950 | 1980 | 2001 | 2017 | 2019 | 2022 | 2024 |

## Fordítás
- Ez a szócikk részben vagy egészben a Trstěnice u Mariánských Lázní című német Wikipédia-szócikk fordításán alapul.  Az eredeti cikk szerkesztőit annak laptörténete sorolja fel. Ez a jelzés csupán a megfogalmazás eredetét és a szerzői jogokat jelzi, nem szolgál a cikkben szereplő információk forrásmegjelöléseként.